# Cerithiopsis barleei
Cerithiopsis barleei là một loài ốc biển, động vật chân bụng trong họ Cerithiopsidae, được tìm thấy ở Cabo Verde, ở Biển Caribe, và ở các đại dương thuộc châu Âu. Nó được Jeffreys mô tả năm 1867.